# 2017年冬季ユニバーシアード
2017年冬季ユニバーシアード（XXVIII Winter Universiade）は、2017年1月29日から2月8日にかけて、カザフスタン・アルマトイで開催された第28回冬季ユニバーシアード。

## 経緯
2011年11月29日、FISUより立候補都市がアルマトイのみであったため、アルマトイが開催都市に決定したと発表された。

## 実施競技
次の12種目が実施された。
- アルペンスキー（詳細）
- バイアスロン（詳細）
- クロスカントリースキー（詳細）
- カーリング（詳細）
- フィギュアスケート（詳細）
- フリースタイルスキー（詳細）
- アイスホッケー（詳細）
- ノルディック複合（詳細）
- ショートトラックスピードスケート（詳細）
- スキージャンプ（詳細）
- スノーボード（詳細）
- スピードスケート（詳細）